# Rupert Gottfried Frieberger
Rupert Gottfried Frieberger O.Præm. (* 26. März 1951 in Linz; † 16. Oktober 2016 in Aigen-Schlägl) war ein österreichischer katholischer Geistlicher, Organist, Komponist und Musikwissenschaftler. Er war seit 1969 Prämonstratenser-Chorherr im Stift Schlägl in Oberösterreich.

## Leben
Der spätere Herr Rupert des Schlägler Konvents kam als Sohn der Krankenschwester Elisabeth Frieberger und des Arztes Dr. Gottfried Frieberger in Linz auf die Welt, wo er auf den Namen Gottfried getauft wurde. Gottfried Frieberger maturierte 1969 am Akademischen Gymnasium Linz und bat im selben Jahr um Aufnahme in das Chorherrenstift Schlägl. Am 23. November 1969 trat er dann unter Abt Florian Pröll als Novize mit dem Ordensnamen Rupert in die Abtei Schlägl ein. Nach dem Theologiestudium an der Universität Wien legte er am 28. August 1974 die Profess ab. Er wurde am 10. August 1975 in der Pfarrkirche Aigen zum Priester geweiht.
Rupert Gottfried Frieberger erlag am 16. Oktober 2016 einem Krebsleiden, kurz nachdem anlässlich seines 40-jährigen Kapellmeisterjubiläums seine Missa festiva Plagensis beim Radiogottesdienst erklungen war. Er wurde am 21. Oktober 2016 auf dem Friedhof der Kirche Maria Anger beigesetzt.

## Wirken
Rupert Gottfried Frieberger wurde als Musiker, Theologe und Musikwissenschafter ausgebildet an der Wiener Musikakademie und der Universität Wien, und schloss mit Mag. art. (1977), Dr. theol. (1983), und einem Ph.D. ab. Er zeichnete als Kantor und Stiftskapellmeister für die musikalischen Belange der Prämonstratenserabtei Schlägl in Oberösterreich verantwortlich.
Die Laudationes zu zahlreichen Ehrungen und Preisen, die ihm im unüblich jungen Alter überreicht wurden, hoben stets seine Universalität in Sachen Musik und das Bild des eigenständigen Komponisten heraus.
Frieberger trat seit langem für eine „Korrespondenz“ und „Interaktion“ der Künste ein; seine universitären Lehrveranstaltungen hatten stets interdisziplinären Charakter. Aufgrund einer künstlerischen Begegnung in Venedig beschäftigte er sich seit 1998 auch mit Malerei, vornehmlich mit abstrakten Acryl-Darstellungen.
Von 1978 bis 2013 war er Direktor der Landesmusikschule Schlägl; er war künstlerischer Leiter der Internationalen Schlägler Musikseminare samt einer eigenen musikwissenschaftlichen Publikationsreihe, lehrte an der Universität Salzburg in übergreifender Weise in Sachen Liturgiewissenschaft und Musikwissenschaft, unterrichtete an der Musik-Universität Wien Improvisation und Aufführungspraxis, und betreute als Orgelsachverständiger Restaurierungen und Orgelneubauten im In- und Ausland. Seit 1979 gehörte er dem „Internationalen Arbeitskreis für Orgelfragen“ an.
Als Dirigent (vor allem von Alter Musik mit Originalinstrumenten und Gegenwartsmusik) und Organist hat er in nahezu allen Ländern Europas und in Marokko konzertiert, 60 Schallplatten- und CD-Einspielungen gemacht und auch für mehrere Rundfunk- und Fernsehanstalten gespielt. Als mit Preisen ausgezeichneter, bekannter Orgelimprovisator wurde er auch in internationale Jurien wie z. B. der Wettbewerbe in Haarlem und Nürnberg geholt und immer wieder gebeten, die großen Orgeln Europas vorzuführen, u. a. auch mit sogenannten „Orgelreisen“.
Als Komponist hat er in Verlagen wie Doblinger (Wien), Carus (Stuttgart), Anton Böhm & Sohn (Augsburg), Helbling (Innsbruck), Musica Rinata (Berlin) u. a. publiziert. Außerdem wirkte er in mehreren Jurien und Kommissionen mit.

## Preise und Auszeichnungen
- 1974: Erster Preis beim Internat. Orgelimprovisationswettbewerb an der Christian-Müller-Orgel der St.-Bavo-Kirche in Haarlem/NL
- 1977: Erster Preis Orgelwettstreit der Internat. Orgelwoche Innsbruck
- 1982, 1984 und 1987: Theodor-Körner-Preis für Komposition
- 1982: Goldenes Verdienstzeichen der Republik Österreich
- 1988: Ehrenring der Gemeinde Schlägl
- 1991: Österreichisches Ehrenkreuz für Wissenschaft und Kunst
- 1990: Ernennung zum Ritter im Orden von Oranien-Nassau
- 1993: Landeskulturpreis für Komposition der Oberösterreichischen Landesregierung
- 1994: Kulturpreis der Stadt Rohrbach
- 1994: Ehrenmitglied des Internationalen Musikfestivals in Sorø/Dänemark
- 2004: Ernennung zum Professor
- 2011: Kulturmedaille des Landes Oberösterreich
- 2016: Sonderpreis für Wirtschaft, Kunst und Kultur[4]

## Kompositionen
- Missa Gregoriana (Lateinisch - Deutsches Ordinarium) für vierstimmigen gemischten Chor a cappella (1973). Wien 1974
- Magnificat Salisburgense. Für Männerchor, Sopransolo, Oboe und zwei Orgeln (1993). Berlin 2011.
- Ostermusik für Flöte und Orgel. Berlin 2011.
- Fastenmusik für Oboe und Orgel. Berlin 2006.
- Adventsmusik für Oboe und Orgel. Berlin 2003.
- Die letzten Worte unsres Herrn. Für Chor, Bariton und Orgel. Berlin 2003.
- In Memoriam A. B. – ein Bruckner-Mosaik, für Orgel. Berlin 2013.
- Granit. Streichquartett nach der gleichnamigen Novelle von (et in memoriam) Adalbert Stifter. Wien 1993.

## Publikationen
- (Hrsg.) Schlägler Orgelkonzerte. Jubiläumsschrift zu den 10. Schlägler Orgelkonzerten. Innsbruck 1979 (= Musikwissenschaftliche Beiträge der Schlägler Musikseminare, Band 1).
- Der Orgelbau in Oberösterreich im 17. und 18. Jahrhundert. Unter besonderer Berücksichtigung bestehender Instrumente. Innsbruck 1984 (= Musikwissenschaftliche Beiträge der Schlägler Musikseminare, Band 3).
- (Hrsg.) Beiträge zum oberösterreichischen Orgelbau. Unter Mitarbeit von Ingemar Curt Melchersson. Innsbruck 1996 (= Musikwissenschaftliche Beiträge der Schlägler Musikseminare, Band 5).
- Kirchenmusikpflege an der Praemonstratenserabtei Schlägl von 1838 (Beginn der Regierung des Abtes Dominik Lebschy) bis 1941 (Beschlagnahme des Stiftes durch das nationalsozialistische Regime). Steinbach a. d. Steyr 2008 (= Musikwissenschaftliche Beiträge der Schlägler Musikseminare, Band 7).
- Orgeln im Stift Schlägl und in seinen inkorporierten Pfarreien. Steinbach a. d. Steyr 2009 (= Musikwissenschaftliche Beiträge der Schlägler Musikseminar Band 8), ISBN 3-902143-08-8.
- Musikpflege an der Prämonstratenserabtei Schlägl 1946–2009. Steinbach a.d. Steyr 2014 (= Musikwissenschaftliche Beiträge der Schlägler Musikseminare, Band 10), ISBN 978-3-902773-24-1.